# Max von Schillings
Max von Schillings (19 avril 1868 – Berlin,  24 juillet 1933) est un chef d'orchestre, compositeur et directeur de théâtre allemand. Il fut le chef d'orchestre principal du Staatsoper Unter den Linden de 1919 à 1925 où il succéda à Richard Strauss. Il a écrit des opéras comme Ingwelde (Gingembre), Der Pfeifertag (Le Joueur de pipeau), Moloch op. 20 et surtout Mona Lisa en 1915 qui a connu un grand succès international. Il a épousé la soprano Barbara Kemp.

## Biographie
Max von Schillings est né à Düren entre Cologne et Aix-la-Chapelle. Il a étudié à Bonn avec Kaspar Joseph Brambach et ensuite à Munich et à Heidelberg.  À partir du début des années 1890, il travailla au Festival de Bayreuth. Il fut, par la suite, chef d'orchestre à Munich et intendant au Königlichen Hoftheater (théâtre de la cour royale) de Stuttgart de 1908 à 1918. Il remplaça en 1919 Richard Strauss au prestigieux Staatsoper Unter den Linden de Berlin. À partir de 1925, il fit de nombreuses tournées internationales comme chef d'orchestre. En 1933, il devint directeur artistique du Deutsche Oper Berlin. Il mourut d'une embolie pulmonaire la même année. Il a écrit plusieurs opéras, concertos et de la musique de chambre. Son œuvre la plus connue est l'opéra Mona Lisa. Il fut aussi un pédagogue réputé pour la musique. Il eut, en particulier, Wilhelm Furtwängler comme étudiant. Max von Schillings prit des positions ouvertement antidémocratiques et antisémites sous la république de Weimar.